# Espen Hoff
Espen Hoff (født 20. november 1981 i Larvik, Norge) er en norsk tidligere fodboldspiller (kant).
Hoff tilbragte hele sin 18 år lange karriere i hjemlandet, hvor han repræsenterede Odd Grenland, Lyn, Stabæk og Start. Hos førstnævnte var han med til at vinde den norske pokalturnering i år 2000.
Hoff spillede desuden to kampe for Norges landshold, venskabskampe mod henholdsvis Bahrain i 2005 og Serbien i 2006.

## Titler
Norsk pokalturnering
- 2000 med Odd Grenland